# Serre (Italia)
Serre è un comune italiano di 3 648 abitanti della provincia di Salerno in Campania.

## Geografia fisica

### Territorio
Il centro abitato si estende tra una collina alle pendici dei Monti Alburni e la parte sud-est della piana del Sele, a 200 m di altezza sul livello del mare.
Serre dista circa 23 km dal mare in linea d'aria, il suo territorio è attraversato da due fiumi, il fiume Sele ed il fiume Calore lucano (affluente), che ne costeggiano i confini rispettivamente a Nord-Ovest ed a Sud.
I due fiumi costituiscono quindi i confini naturali del territorio che assume perciò una conformazione a cuneo caratteristica.
Il punto in cui i due fiumi confluiscono è detto Jonta, termine dialettale che indica una giuntura.
Il fiume Sele e la piana omonima che lo circonda, costituiscono ancora oggi le maggiori risorse per la popolazione locale.
- A Nord-Est il territorio di Serre è prevalentemente collinare (contrade: Difesa, Strada vecchia, Macchia sottana, Macchia soprana, Chiusa, Vespariello), ricco di vegetazione boschiva (salice, ginestra, pioppo, quercia,...), vigneti e di verdeggianti uliveti dai quali si ricava un olio tra i migliori della Campania (Serre è Città dell'Olio).
- A Nord-Ovest, nel bacino artificiale creatosi con la costruzione della diga sul fiume Sele, è sita una delle più preziose oasi naturali della Campania, l'Oasi di Persano, comprendente anche zone del comune di Campagna, è gestita dal WWF Italia.
- A sud-ovest invece il territorio è di tipo pianeggiante (contrade: Pagliarone, Campo fiorito, S. Berardino, Padula, Jonta e le uniche due frazioni, Borgo San Lazzaro e Persano), incastonato nella piana del Sele, una delle maggiori risorse agricole della Campania. Il territorio pianeggiante ha una estensione di 1.200 ettari (circa un quinto del territorio comunale)
- Classificazione sismica: zona 2 (sismicità medio-alta), Ordinanza PCM. 3274 del 20/03/2003

### Clima
- Classificazione climatica: zona C, 1294 GR/G

La stazione meteorologica più vicina è quella di Battipaglia. In base alla media trentennale di riferimento 1961-1990, la temperatura media del mese più freddo, gennaio, si attesta a +9,0 °C; quella del mese più caldo, agosto, è di +23,6 °C.
Le precipitazioni medie annue sfiorano i 1.000 mm, distribuite mediamente in 84 giorni, e presentano un minimo estivo ed un picco in autunno-inverno.
| BATTIPAGLIA           | Mesi  | Mesi  | Mesi  | Mesi  | Mesi  | Mesi  | Mesi  | Mesi  | Mesi  | Mesi  | Mesi  | Mesi  | Stagioni | Stagioni | Stagioni | Stagioni | Anno |
| BATTIPAGLIA           | Gen   | Feb   | Mar   | Apr   | Mag   | Giu   | Lug   | Ago   | Set   | Ott   | Nov   | Dic   | Inv      | Pri      | Est      | Aut      | Anno |
| --------------------- | ----- | ----- | ----- | ----- | ----- | ----- | ----- | ----- | ----- | ----- | ----- | ----- | -------- | -------- | -------- | -------- | ---- |
| T. max. media (°C)    | 13,2  | 14,0  | 16,1  | 18,6  | 22,9  | 26,7  | 29,1  | 29,5  | 27,0  | 22,8  | 18,1  | 14,2  | 13,8     | 19,2     | 28,4     | 22,6     | 21,0 |
| T. min. media (°C)    | 4,9   | 5,2   | 6,5   | 8,4   | 11,7  | 15,1  | 17,5  | 17,8  | 15,9  | 12,6  | 8,7   | 6,0   | 5,4      | 8,9      | 16,8     | 12,4     | 10,9 |
| Precipitazioni (mm)   | 121   | 99    | 94    | 78    | 45    | 27    | 14    | 43    | 64    | 111   | 158   | 134   | 354      | 217      | 84       | 333      | 988  |
| Giorni di pioggia     | 10    | 9     | 9     | 9     | 5     | 4     | 2     | 3     | 5     | 7     | 11    | 10    | 29       | 23       | 9        | 23       | 84   |
| Vento (direzione-m/s) | N 5,1 | N 5,3 | E 5,1 | E 4,5 | E 4,4 | E 4,1 | E 4,1 | E 4,1 | E 4,8 | E 5,6 | E 5,1 | E 5,7 | 5,4      | 4,7      | 4,1      | 5,2      | 4,8  |

## Storia

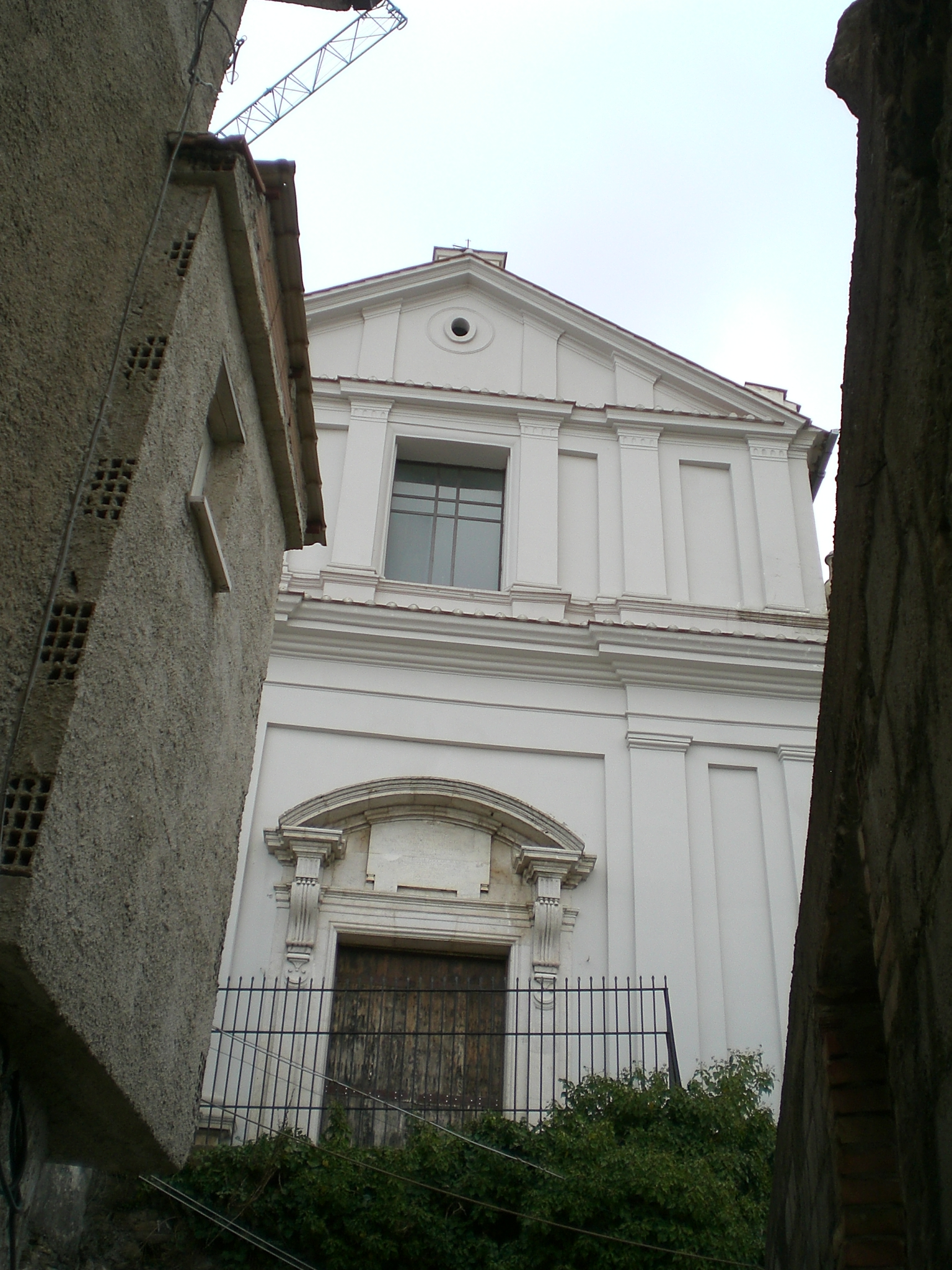
La facciata della chiesa di San Martino

Il paese è di origine medioevale (X-XI secolo) ed è sorto intorno ad un castello non più esistente. Per molti secoli è stata feudo dei Sanseverino fino al 1532 quando subentrarono i Rossi grazie al matrimonio di Giulio Cesare con Maddalena Sanseverino. Nel 1626 Giulio de' Rossi divenne primo duca di Serre. Nel 1758 Gherardo de' Rossi vendette il feudo di Serre e Persano a Carlo III di Borbone. Dal 1752 al 1754 Carlo III fece realizzare la Casina Reale di caccia di Persano su progetto iniziale dell'ingegnere Giovanni Domenico Piana e in seguito di Luigi Vanvitelli.
Dal 1811 al 1860 ha fatto parte del circondario di Postiglione, appartenente al distretto di Campagna del regno delle Due Sicilie.
Dal 1860 al 1927, durante il Regno d'Italia ha fatto parte del mandamento di Postiglione, appartenente al circondario di Campagna.

## Monumenti e luoghi d'interesse

### Architetture civili
- Real Casina di Caccia di Persano (1752), casino e tenuta di caccia dei Borboni
- Palazzo ducale (XVI secolo)

### Architetture religiose
- Chiesa di San Martino, risalente al XIII secolo, in seguito a l'incendio del 24 ottobre 1822 venne completamente restaurata.[10]
- Santuario Madonna dell'Olivo, chiesa medioevale che allo stato attuale si presenta con un'architettura che risale al XVI secolo, in cui fu realizzato il portale di ingresso. L'interno è Barocco, gli altari infatti presentano una conformazione barocca. Nella nicchia centrale dell'altare maggiore vi è l'effige della Madonna dell'Olivo, in stucco, risalente circa all'ultimo decennio del XIII secolo ed è la più antica immagine mariana di questo tipo nel comprensorio degli Alburni e della provincia di Salerno. Stilisticamente è vicina alla ieraticità bizantina, con un chiaro richiamo ai modi artistici bizantini. Uno studio recente ha messo in luce l'importanza del simulacro mariano, pregevole.

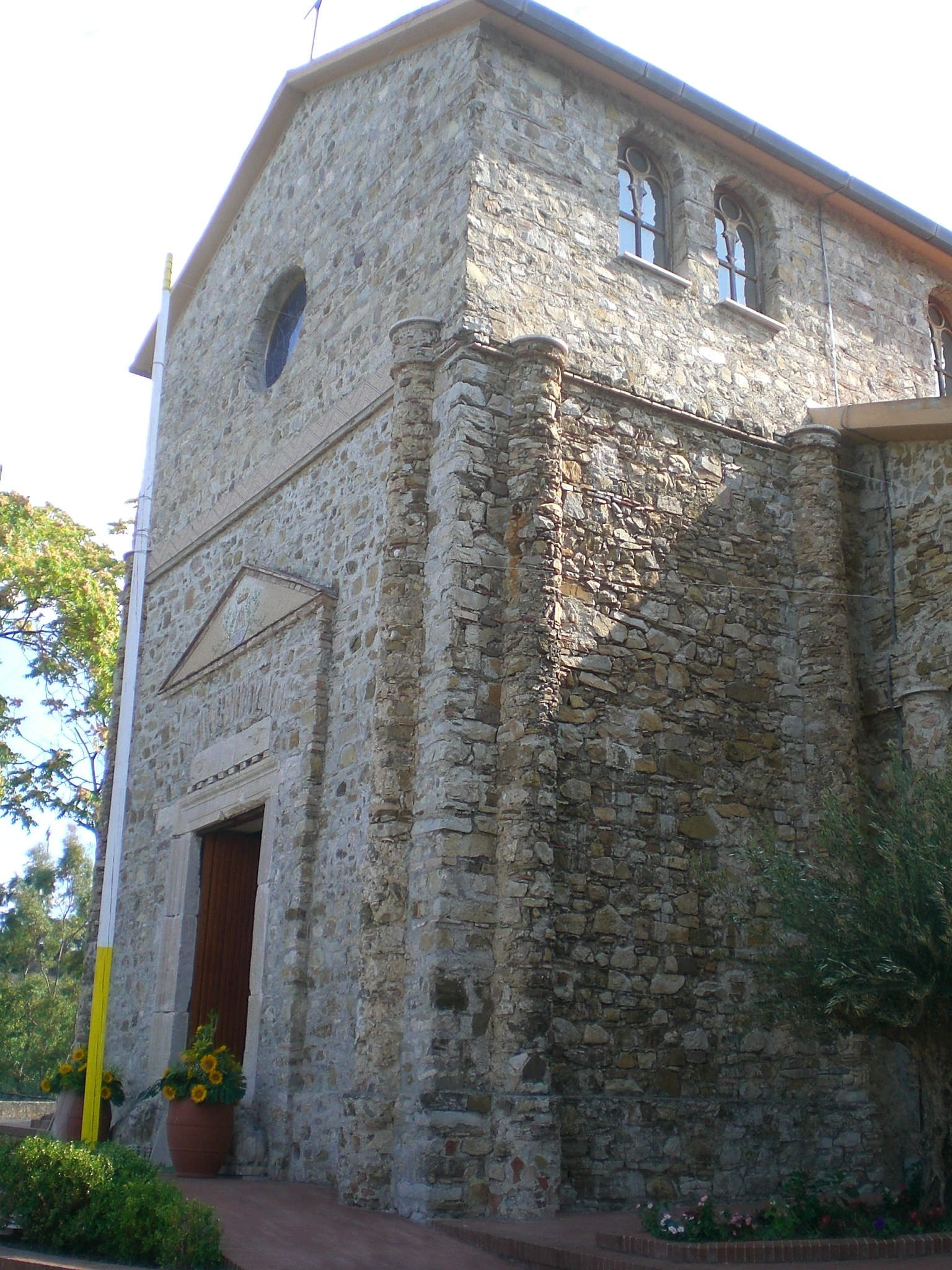
La facciata del Santuario Madonna dell'Olivo

- Chiesa di Gesù Cristo Redentore

### Altro
- Ponte romano sulla via Capua-Rhegium, in loc. Pagliarelle
- Rovine del ponte del Verticillo, realizzato sul fiume Sele tra il 1624 e il 1625, ricostruito nel 1757 sotto la direzione di Luigi Vanvitelli, durante la seconda guerra mondiale venne distrutto dai bombardamenti.
- Epigrafe fatta realizzare nel 1779 da Ferdinando IV di Borbone, in loc. Pagliarone, per la realizzazione della Strada delle Calabrie
- Lavatoio pubblico
- Centrale fotovoltaica di Serre Persano, con una superficie di pannelli installati di 26501 m².

### Aree naturali
- Oasi naturale di Persano
- Riserva naturale Foce Sele - Tanagro

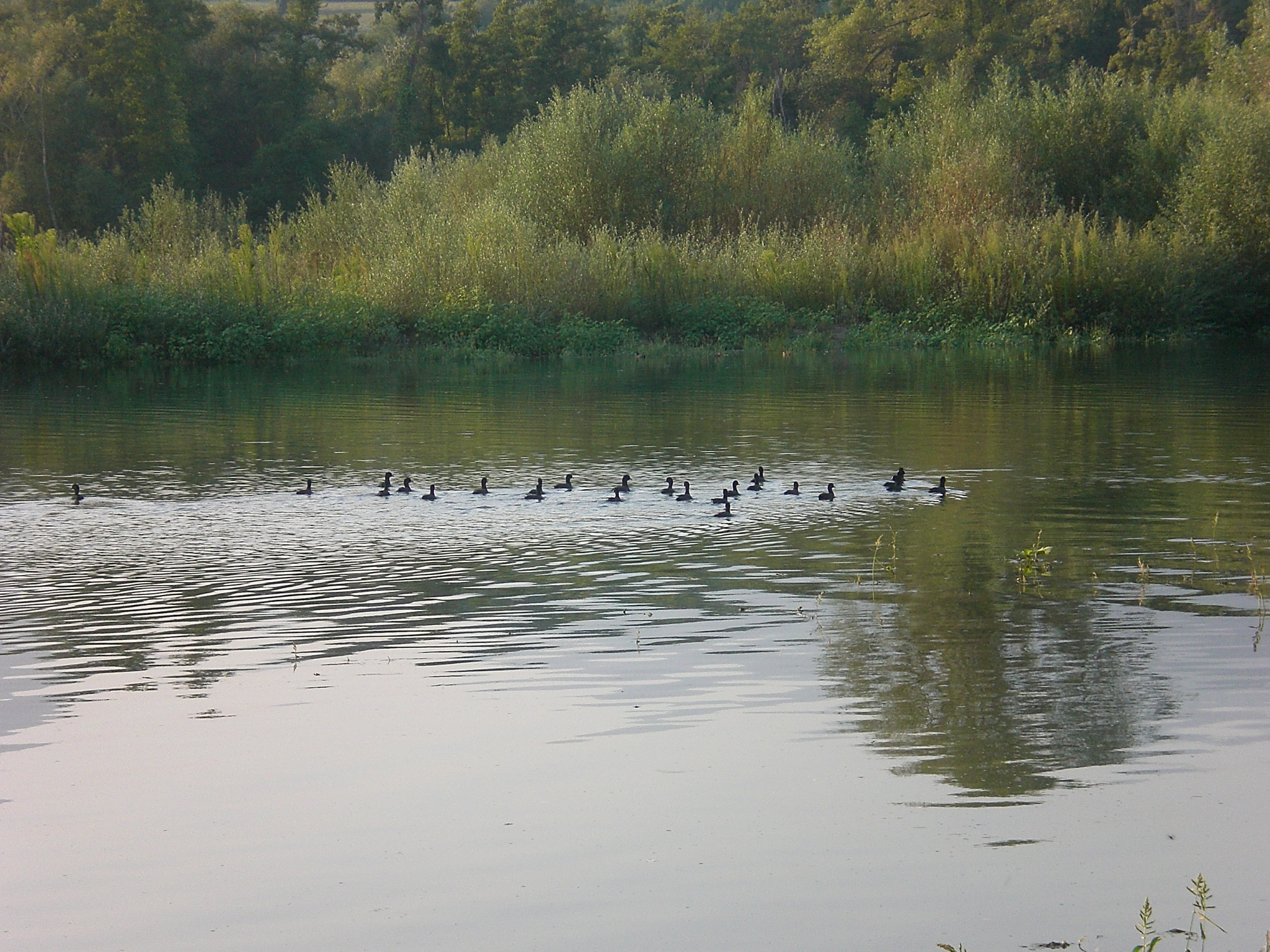
Oasi naturale di Persano: un gruppo di folaghe

## Società

### Evoluzione demografica
Abitanti censiti

### Etnie e minoranze straniere
Al 31 dicembre 2015 a Serre risultano residenti 177 cittadini stranieri. Le nazionalità principali sono:
- Romania: 69
- India: 35
- Bulgaria: 23
- Marocco: 20

### Religione
La maggioranza della popolazione è di religione cristiana di rito cattolico; il comune appartiene alla diocesi di Teggiano-Policastro ed è suddivisa in due parrocchie:
- San Martino Vescovo
- Santa Maria delle Grazie

L'altra confessione cristiana presente è quella Evangelica con una comunità:
- Ministero "Cilento terra di Cristo" - Comunità di Serre[14].

## Cultura

### Musei

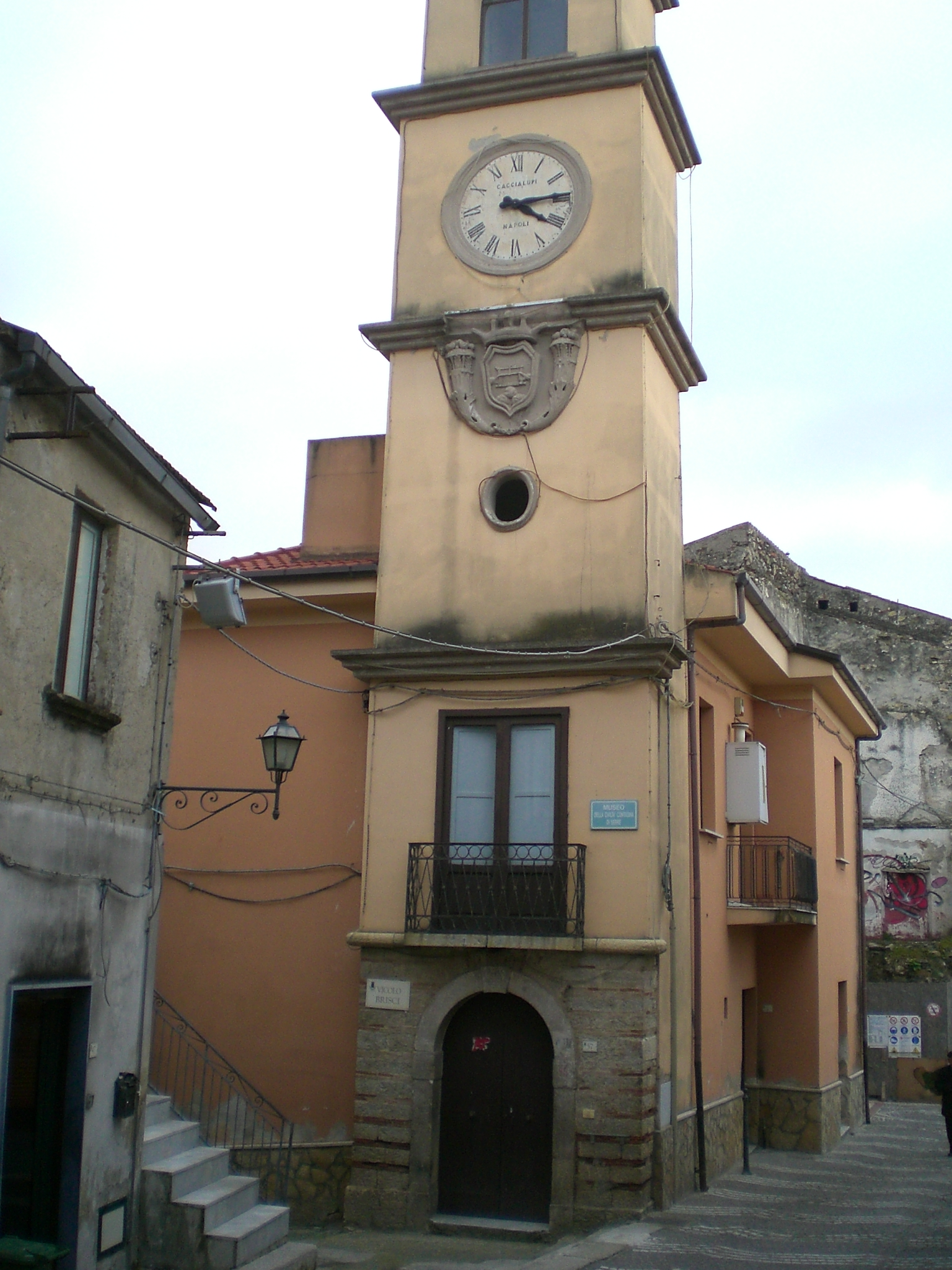
Il vecchio municipio, attuale sede del museo della civiltà contadina

- Museo della civiltà contadina

### Eventi
- Alburni Jazz[senza fonte]
- Festa dell'olio[senza fonte]

## Geografia antropica

### Frazioni
- Persano

Menzionata nello statuto comunale, non è riconosciuta dall'ultimo censimento ISTAT del 2001.
- Borgo San Lazzaro

In base ai dati ISTAT ha 65 abitanti ed è situata a 71 m s.l.m.

### Località
- Baraccamento
- Biancaneve
- Spineto
- Spineto I

## Infrastrutture e trasporti

### Strade
- Strada statale 19 delle Calabrie.
- Strada Provinciale 251 Innesto SS 19-Serre, principale strada di accesso al paese ed in via di declassificazione a strada comunale;
- Strada Provinciale 88 Innesto SS 19-Ponte Calore-Altavilla Silentina;
- Strada Provinciale 317 Falagato-Corneto;
- Strada Provinciale 334 Innesto SP 11-Ponte Barizzo-Albanella per Borgo S.Cesareo alla Falagato-Corneto.

### Ferrovie
- Stazione di Campagna-Serre-Persano sulla ferrovia Salerno-Potenza, ubicata nel territorio comunale di Campagna.

### Mobilità urbana
La mobilità è affidata, per quanto riguarda i trasporti urbani ed extraurbani, alla società Busitalia.

## Amministrazione

### Altre informazioni amministrative
Il territorio fa parte della Comunità montana Alburni.
Le competenze in materia di difesa del suolo sono delegate dalla Campania all'Autorità di bacino interregionale del fiume Sele.

## Sport

### Impianti sportivi
- Royal golf Persano, polo golfistico dotato di 2 campi a 18 buche.
- Campo di calcio A. Conforti.